# Dăncilă-kormány
A Dăncilă-kormány Románia kormánya, amely 2018. január 29. és 2019. október 10. között volt hivatalban, de – a román alkotmány értelmében – ügyvivői minőségben, november 4-éig, az új kormány megalakulásáig hivatalban maradt.

## Kormányösszetétel
2018. január 29-től:
| Név | Hivatal kezdete      | Hivatal vége        | Párt           | Megjegyzés                                                                                         |
| Miniszterelnök | Miniszterelnök       | Miniszterelnök      | Miniszterelnök | Miniszterelnök                                                                                     |
| --- | -------------------- | ------------------- | -------------- | -------------------------------------------------------------------------------------------------- |
| Viorica Dăncilă                                                                                                   | 2018. január 29.     | 2019. november 4.   | PSD            | |
| Miniszterelnök-helyettes                                                                                          |                      |                     |                | |
| Viorel Ștefan | 2018. január 29.     | 2019. július 3.     | PSD            | |
| Eugen Teodorovici                                                                                                 | 2019. július 3.      | augusztus 16.       | PSD            | mint pénzügyminiszter, ideiglenesen                                                                |
| A tisztség 2019. augusztustól üres                                                                                |                      |                     |                | |
| Románia stratégiai partnerségét felügyelő miniszterelnök-helyettes                                                |                      |                     |                | |
| Ana Birchall | 2018. január 29.     | 2019. június 7.     | PSD            | |
| Ana Birchall | 2019. június 11.     | július 24.          | PSD            | mint igazságügy-miniszter, ideiglenesen                                                            |
| Mihai Fifor | 2019. július 24.     | november 4.         | PSD            | |
| Környezetvédelmi miniszter (egyben miniszterelnök-helyettes)                                                      |                      |                     |                | |
| Grațiela Gavrilescu                                                                                               | 2018. január 29.     | 2019. augusztus 30. | ALDE           | |
| Regionális fejlesztési, közigazgatási és az európai alapokért felelős miniszter (egyben miniszterelnök-helyettes) |                      |                     |                | |
| Paul Stănescu | 2018. január 29.     | január 31.          | PSD            | |
| Regionális fejlesztési és közigazgatási miniszter (egyben miniszterelnök-helyettes)                               |                      |                     |                | |
| Paul Stănescu | 2018. január 31.     | 2019. január 3.     | PSD            | |
| Daniel Suciu | 2019. február 21.    | november 4.         | PSD            | |
| Belügyminiszter                                                                                                   |                      |                     |                | |
| Carmen Dan | 2018. január 29.     | 2019. július 24.    | PSD            | |
| Nicolae Moga | 2019. július 24.     | július 30.          | PSD            | |
| Mihai Fifor | 2019. július 30.     | szeptember 12.      | PSD            | mint miniszterelnök-helyettes, ideiglenesen (a törvény által előírt 45 napig)                      |
| A tisztség 2019. szeptembertől üres                                                                               |                      |                     |                | |
| Egészségügyi miniszter                                                                                            |                      |                     |                | |
| Sorina Pintea | 2018. január 29.     | 2019. november 4.   | PSD            | |
| Energiaügyi miniszter                                                                                             |                      |                     |                | |
| Anton Anton | 2018. január 29.     | 2019. augusztus 30. | ALDE           | |
| Európai alapok minisztere                                                                                         |                      |                     |                | |
| Rovana Plumb | 2018. január 29.     | 2019. április 24.   | PSD            | |
| Eugen Teodorovici                                                                                                 | 2019. április 24.    | június 7.           | PSD            | mint pénzügyminiszter, ideiglenesen                                                                |
| Roxana Mînzatu | 2019. június 7.      | november 4.         | PSD            | |
| Gazdasági miniszter                                                                                               |                      |                     |                | |
| Dănuț Andrușcă | 2018. január 29.     | november 20.        | PSD            | |
| Niculae Bădălău                                                                                                   | 2018. november 20.   | 2019. november 4.   | PSD            | |
| Határon túli románság minisztere                                                                                  |                      |                     |                | |
| Natalia Intotero                                                                                                  | 2018. január 29.     | 2019. április 24.   | PSD            | |
| Radu-Ștefan Oprea                                                                                                 | 2019. április 24.    | június 7.           | PSD            | mint kereskedelmi, üzleti és vállalkozásügyi miniszter, ideiglenesen                               |
| Natalia Intotero                                                                                                  | 2019. június 7.      | november 4.         | PSD            | másodszor                                                                                          |
| Hírközlési és tájékoztatási miniszter                                                                             |                      |                     |                | |
| Bogdan Cojocaru                                                                                                   | 2018. január 29.     | november 20.        | PSD            | |
| Alexandru Petrescu                                                                                                | 2018. november 20.   | 2019. november 4.   | független      | |
| Ifjúsági és sportminiszter                                                                                        |                      |                     |                | |
| Ioana Bran | 2018. január 29.     | november 20.        | PSD            | |
| Bogdan Matei | 2018. november 20.   | 2019. november 4.   | PSD            | |
| Igazságügy-miniszter                                                                                              |                      |                     |                | |
| Tudorel Toader | 2018. január 29.     | 2019. április 24.   | független      | |
| Ana Birchall | 2019. április 24.    | június 7.           | PSD            | mint Románia stratégiai partnerségét felügyelő miniszterelnök-helyettes, ideiglenesen              |
| Ana Birchall | 2019. június 7.      | november 4.         | PSD            | ténylegesen                                                                                        |
| Kereskedelmi, üzleti és vállalkozásügyi miniszter                                                                 |                      |                     |                | |
| Radu-Ștefan Oprea                                                                                                 | 2018. január 29.     | 2019. november 4.   | PSD            | |
| Közlekedési miniszter                                                                                             |                      |                     |                | |
| Lucian Șova | 2018. január 29.     | 2019. január 3.     | PSD            | |
| Răzvan Cuc | 2019. február 21.    | november 4.         | PSD            | |
| Közoktatásügyi miniszter                                                                                          |                      |                     |                | |
| Valentin Popa | 2018. január 29.     | október 2.          | PSD            | |
| Rovana Plumb | 2018. október 2.     | november 16.        | PSD            | mint az európai alapok minisztere, ideiglenesen                                                    |
| Ecaterina Andronescu                                                                                              | 2018. november 16.   | 2019. augusztus 5.  | PSD            | |
| Daniel Breaz | 2019. augusztus 5.   | szeptember 18.      | PSD            | mint kulturális és nemzeti identitásügyi miniszter, ideiglenesen (a törvény által előírt 45 napig) |
| A tisztség 2019. szeptembertől üres                                                                               |                      |                     |                | |
| Kulturális és nemzeti identitásügyi miniszter                                                                     |                      |                     |                | |
| George Ivașcu | 2018. január 29.     | november 20.        | független      | |
| Daniel Breaz | 2018. november 20.   | 2019. november 4.   | PSD            | |
| Kutatási és innovációs miniszter                                                                                  |                      |                     |                | |
| Nicolae Burnete                                                                                                   | 2018. január 29.     | szeptember 12.      | PSD            | |
| Viorel Ștefan | 2018. szeptember 12. | október 26.         | PSD            | mint miniszterelnök-helyettes, ideiglenesen                                                        |
| Nicolae Hurduc⁠ | 2018. október 26.    | 2019. november 4.   | PSD            | |
| Külügyminiszter                                                                                                   |                      |                     |                | |
| Teodor Meleșcanu                                                                                                  | 2018. január 29.     | 2019. július 24.    | ALDE           | |
| Ramona Mănescu | 2019. július 24.     | november 4.         | ALDE           | |
| Mezőgazdasági és vidékfejlesztési miniszter                                                                       |                      |                     |                | |
| Petre Daea | 2018. január 29.     | 2019. november 4.   | PSD            | |
| Munkaügyi és szociális miniszter                                                                                  |                      |                     |                | |
| Lia Vasilescu | 2018. január 29.     | november 20.        | PSD            | |
| Marius Budăi | 2018. november 20.   | 2019. november 4.   | PSD            | |
| Nemzetvédelmi miniszter                                                                                           |                      |                     |                | |
| Mihai Fifor | 2018. január 29.     | november 20.        | PSD            | |
| Gabriel Leș | 2018. november 20.   | 2019. november 4.   | PSD            | |
| Parlamenti kapcsolatok minisztere                                                                                 |                      |                     |                | |
| Viorel Ilie | 2018. január 29.     | 2019. augusztus 30. | ALDE           | |
| Pénzügyminiszter                                                                                                  |                      |                     |                | |
| Eugen Teodorovici                                                                                                 | 2018. január 29.     | 2019. november 4.   | PSD            | |
| Turisztikai miniszter                                                                                             |                      |                     |                | |
| Bogdan Trif | 2018. január 29.     | 2019. november 4.   | PSD            | |
| Vízügyi és erdőgazdálkodási miniszter                                                                             |                      |                     |                | |
| Ioan Deneș | 2018. január 29.     | 2019. november 4.   | PSD            | |
| Európai ügyekért felelős tárca nélküli miniszter                                                                  |                      |                     |                | |
| Victor Negrescu                                                                                                   | 2018. január 29.     | november 13.        | PSD            | |
| George Ciamba | 2018. november 13.   | 2019. november 4.   | független      | |

## Története

### Megalakulása
Miután a Szociáldemokrata Párt (PSD) végrehajtó bizottsága megvonta a bizalmat Mihai Tudose kormányfőtől (január 15.) – aki válaszul bejelentette lemondását –, Viorica Dăncilă európai parlamenti képviselő kezdhetett kormányalakítási tárgyalásokba (január 17.). Alig két héttel később, január 29-én, az új szociálliberális kormány – melyet a Romániai Magyar Demokrata Szövetség (RMDSZ) képviselői is támogatták – megkapta a parlamenttől a beiktatáshoz szükséges kellő számú szavazatot, s a kabinet tagja még aznap letették hivatali esküjüket Klaus Johannis államfő jelenlétében.

### A kormány összetételének változása
2018 augusztusában elsőként a kutatási és innovációs miniszter, Nicolae Burnete nyújtotta be lemondását (augusztus 31.), akinek felmentését követően (szeptember 12.) a minisztérium irányítását, ideiglenes jelleggel Viorel Ștefan miniszterelnök-helyettes vette át. A minisztérium élére október 26-án a jászvásári Gheorghe Asachi Műszaki Egyetem Vegyészmérnöki és Környezetvédelmi Karának dékánja, Nicolae Hurduc került.
A következő miniszter, aki kivált a kormányból az a közoktatásügyi tárca vezetője, Valentin Popa (október 2.) volt, miután Liviu Dragnea szociáldemokrata pártelnök közvetve őt tette felelőssé azért, hogy az RMDSZ felfüggesztette parlamenti együttműködését a szociálliberális kormánykoalícióval. A neheztelés kiváltó oka az volt, hogy sürgősségi kormányrendelettel – a tanítók helyett – szaktanárokra bízta a román nyelv oktatását a kisebbségi tanítási nyelvű elemi iskolákban, s melynek vitatott előírását pártja elnökének nyomására sem volt hajlandó hatálytalanítani. Helyét ideiglenesen az európai alapok minisztere, Rovana Plumb vette át, november 16-al pedig Ecaterina Andronescu került a tárca élére.
November elején lemondott Victor Negrescu európai ügyekért felelős – a 2019-es uniós elnökség előkészítésével megbízott – tárca nélküli miniszter, aki helyét és feladatait George Ciamba külügyi államtitkárnak adta át (november 13.).
Az első, jelentős kormányátalakításra november végén került sor. A Szociáldemokrata Párt országos végrehajtó testületének döntését követően a kormányfő nyolc minisztérium élén tervezett cserét végrehajtani, mivel több tárcavezető tevékenységével a kormány fő erejét adó PSD vezetése elégedetlen volt. Dănuț Andrușcă gazdasági minisztert Niculae Bădălău, George Ivașcu kulturális minisztert pedig Daniel Breaz szenátor váltotta. Lecserélték az ifjúsági és sporttárca éléről Ioana Brant, akinek utódja Bogdan Matei képviselő lett, míg Bogdan Cojocaru hírközlési minisztert Alexandru Petrescuval váltották fel. Mihai Fifor nemzetvédelmi miniszter nem várta meg, hogy leváltsák, ezért elébe ment az eseményeknek és még az elnökségi ülés kezdete előtt lemondott. A lemondott minisztert Gabriel Leș, a Grindeanu-kormány nemzetvédelmi minisztere követte a tárca élén. Hét minisztérium élén a minisztercseréket elnöki rendeletével az államfő (november 20.) jóváhagyta, azonban Paul Stănescu miniszterelnök-helyettes, fejlesztési miniszter – Dragnea egyik legfőbb, párton belüli ellenfelének – felmentéséhez már nem járult hozzá, ugyanakkor a Munkaügyi Minisztérium élén Lia Olguța Vasilescu és Marius Budăi – a képviselőház költségvetési bizottságának elnökének a – cseréjét jóváhagyta, de azt megtagadta, hogy Vasilescu a közlekedési tárca élére kerüljön.
Két nappal később Lucian Șova közlekedési miniszter benyújtotta lemondását, akit az elnök csak a következő év januárjában mentett fel, csak úgy mint – a tárcájáról szintén lemondó regionális fejlesztési minisztert – Paul Stănescut. Johannis államfő felmentette ugyan a két minisztert, de a kormányfő miniszterjelöltjeit többszöri nekifutásra sem volt hajlandó kinevezni, míg végül 2019 februárjában Răzvan Cuc került a közlekedés, Daniel Suciu pedig a regionális fejlesztési tárca élére (február 21.).
Április közepén a párt végrehajtó bizottsága egy újabb kormányátalakításról döntött. A lecserélendő tárcavezetők egyike volt Tudorel Toader igazságügy-miniszter – akitől a PSD vezetősége megvonta a bizalmat –, míg Rovana Plumb európai alapokért és Natalia Intotero határon túli románságért felelős minisztereknek a vezetés más szerepet szánt. Mindketten „befutó helyet” kaptak a párt európai parlamenti jelöltlistáján. Az államfővel ezúttal sem sikerült megegyezni, a jelöltek személyét nem fogadta el „alkalmatlanságukra” hivatkozva. A kormányfő végül ügyvivő minisztereket javasolt a három szaktárca élére, míg megtalálják a megfelelő személyeket. Ennek fényében április 24-én Johannis elnök aláírta azokat a rendeleteket, melyek a három ügyvezető miniszter kijelöléséről szól, illetve amelyekkel tudomásul veszi Tudorel Toader igazságügyi miniszter, Rovana Plumb európai alapokért felelős miniszter, és Natalia-Elena Intotero külhoni románokért felelős miniszter lemondását. A rendeletek értelmében Ana Birchall miniszterelnök-helyettes vette át ideiglenesen az Igazságügyi Minisztérium irányítását, Eugen Teodorovici pénzügyminiszter lett az európai alapokért felelős ügyvezető miniszter, Ştefan-Radu Oprea kereskedelmi miniszter pedig a határon túli románokért felelős miniszteri teendőket látta el ideiglenesen. Az államfő majd másfél hónap után, június 7-én írta alá a miniszterek kinevezését. Roxana Mînzatu került az európai alapok élére, Ana Birchalt felmentette miniszterelnök-helyettesi feladatainak ellátása alól és ténylegesen kinevezte igazságügy-miniszterré, míg Natalia Intotero másodszorra is elfoglalhatta korábbi bársonyszékét.
A megüresedett stratégiai partnerségekért felelős kormányfő-helyettesi tisztséget június 11-től ideiglenesen Ana Birchal látta el, miután pedig az Európai Unió Tanácsa Viorel Ștefan miniszterelnök-helyettest kinevezte az Európai Számvevőszék tagjának feladatait Eugen Teodorovici pénzügyminiszter vette át (július 3.).
Az ALDE vezetősége július közepén megvonta bizalmát a számos botrány főszereplőjévé váló Teodor Meleșcanu külügyminisztertől, aki többek között azért is kerülhetett támadások kereszttüzébe, mert nem vállalta fel felelősséget a május 26-ai EP-választások kapcsán amiatt, hogy a külföldi szavazókörzeteknél választópolgárok ezrei voltak kénytelenek órákig sorban állni, és sokan még így sem tudtak szavazni, de ugyanekkor távozni kényszerült Carmen Dan belügyminiszter is, aki a PSD országos végrehajtó bizottságának a kormányátalakításról döntő ülése előtt jelentette be lemondását, ezzel is elébe menve leváltásának. Az államfő július 24-ei hatállyal Ramona Mănescut és Nicolae Mogát nevezte ki helyettük, és ekkor kerül ismét vissza a kormányba a korábbi nemzetvédelmi miniszter, Mihai Fifor, de már mint a stratégiai partnerségekért felelős miniszterelnök-helyettes.
A július végi brutális caracali gyilkosság után a belügyminiszter számos magas rangú rendőri és közigazgatási vezetőt menesztett állásából, de az országos visszhangot kiváltó bűntény szele őt is elérte. Egy héttel kinevezése után Mogának is távoznia kellett a tárca éléről, és ugyancsak mennie kellett Ecaterina Andronescu közoktatási miniszternek is, miután az egyik hírcsatorna műsorában tett nyilatkozatában az áldozatot hibáztatta. A Belügyminisztériumot ideiglenesen Mihai Fifor vette át, míg a közoktatási tárca irányítását – ugyancsak ideiglenes jelleggel – Daniel Breaz vette át.

### Kormányválság és a kabinet bukása
2019 májusában kirakták a Liberálisok és Demokraták Szövetsége Európáért elnevezésű EP-frakcióból a kisebbik kormánypártot, a Liberálisok és Demokraták Szövetségét (ALDE), majd következett a májusi EP-választás, melyen a PSD a voksok alig 23%-át szerezte meg, míg az ALDE-nek nem sikerült átlépnie az ötszázalékos bejutási küszöböt sem, ráadásul a koalíció támogatottsága jelentősen visszaesett az utóbbi két és fél évben. A választás másnapján a PSD-elnök Dragneát letöltendő börtönbüntetésre ítélték – a korábban kiszabott feltételes szabadságvesztés mellé –, így a szociáldemokraták hirtelen elnök nélkül találták magukat. Dragnea távozása után Dăncilă megszerezte ugyan a pártelnökségét, de a kormánypárt kedvezőbb megítélésén már javítani nem tudott, mivel Dragnea stílusa miatt sorra léptek ki a Szociáldemokrata Párt meghatározó politikusai, a kormány népszerűségét pedig megtépázták a nyáron folytatódó tüntetések, és a caracali tinigyilkosságok körüli visszásságok is.
Mindezek után a koalícióban feszültség kezdett kibontakozni, aminek fő oka az volt, hogy a PSD nem volt hajlandó elfogadni – a közvélemény-kutatások szerint a szociáldemokrata pártelnöknél népszerűbb – Călin Popescu-Tăriceanut közös államfőjelöltnek, és saját elnökjelöltjeként Viorica Dăncilăt indította. A kialakult kormányválság odáig fajult, hogy augusztus végén a Tăriceanu vezette ALDE kilépett a koalícióból, és ellenzékbe vonult (augusztus 26.). Másnap – ennek rendje és módja szerint – benyújtotta lemondását az ALDE három tárcavezetője, Grațiela Gavrilescu környezetvédelmi, Anton Anton energiaügyi és Viorel Ilie parlamenti kapcsolattartásért felelős miniszter. Az államfő augusztus 30-án aláírta mindhárom tárcavezető felmentését (ami a hivatalos közlönyben meg is jelent), azonban a szociáldemokraták kormányalakítási kísérleteit rendre visszautasította. Közben nem csak az ALDE-s miniszterek, de az államtitkárok is távoztak a kormányból, a párt pedig szövetséget kötött a főleg szakadár PSD-sekből álló PRO Románia párttal, akikkel együtt támogatják Mircea Diaconu színészből lett EP-képviselőt az elnökválasztáson.
Október elsején az ellenzéki pártok beterjesztették a kormány leváltására irányuló bizalmatlansági indítványt a bukaresti parlamentben – azt követően, hogy összegyűjtötte az ehhez szükséges aláírásokat –, majd október 10-én a parlament – a képviselők és szenátorok összevont ülésén – meg is vonta a bizalmat Viorica Dăncilă miniszterelnök kormányától, megbuktatva azt; ugyanakkor – a román alkotmány értelmében – az új kormány megalakulásáig, illetve a miniszterek eskütételéig a kabinet ügyvivőként hivatalban maradt, melyre november 4-én került sor.

## Megjegyzés
1. ↑  Románia Alkotmányáról szóló 429/2003. számú törvény III. Cím III. Fejezet 110. szakasz (4) bekezdése.
2. ↑  A 2018. január 31-én kelt 1/2018. sürgősségi kormányrendelettel átszervezték a misztériumot, az európai alapok koordinálásával kapcsolatos feladatokat átvette az Európai Alapok Minisztériuma.(Lásd: Románia kormányának 1/2018. számú sürgősségi rendelete. In.: Monitorul Oficial al României (Románia Hivatalos Közlönye). I. kötet, 186. évf., 95/31.I.2018. sz., 8-10. p.)
3. ↑  2018. január 31-én az európai alapok leválasztásával (1/2018. sürgősségi kormányrendelet)
4. ↑  A 15 éves Alexandra Măceșanu a dél-romániai Dobrosloveni községből autóstoppal indult Caracalba. Eltűnését a szülei másnap jelentették a rendőrségen, a 112-es segélyhívón pedig maga Alexandra is jelentkezett, háromszor. A hatóságok nem tudták bemérni a hívás alapján a tartózkodási helyét, de mire a rendőrök rátaláltak és behatoltak az ingatlanba – ekkor a lány már 48 órája eltűnt, és több mint 24 óra telt el az utolsó kétségbeesett segélykérése óta – már halott volt.